# Streblosoma japonica
Streblosoma japonica är en ringmaskart som beskrevs av Hessle 1917. Streblosoma japonica ingår i släktet Streblosoma och familjen Terebellidae. Inga underarter finns listade i Catalogue of Life.